# Stazione meteorologica di Courmayeur - Dolonne
La stazione meteorologica di Courmayeur - Dolonne è la stazione meteorologica di riferimento per la località di Courmayeur. Sul territorio del comune sono tuttavia presenti altre tre stazioni, nelle località "Lex Blanche" (2162 m slm), "Pré de Bar" (2040 m slm) e "Punta Helbronner" (3460 m slm). È possibile vedere i dati registrati con cadenza oraria relativi a queste stazioni e alle altre presenti sul territorio regionale presso la pagina riferita ai dati meteo della Valle d'Aosta.

## Coordinate geografiche
La stazione meteorologica è situata nell'Italia nord-occidentale, in Valle d'Aosta, nel comune di Courmayeur, in località Dolonne, a 1.220 metri s.l.m. e alle coordinate geografiche 45°47′N 6°58′E.

## Dati climatologici
Secondo i dati medi del trentennio 1961-1990, la temperatura media del mese più freddo, gennaio, si attesta a -0,9 °C, mentre quella del mese più caldo, luglio, è di 17,0 °C .
| Courmayeur - Dolonne | Mesi | Mesi | Mesi | Mesi | Mesi | Mesi | Mesi | Mesi | Mesi | Mesi | Mesi | Mesi | Stagioni | Stagioni | Stagioni | Stagioni | Anno |
| Courmayeur - Dolonne | Gen  | Feb  | Mar  | Apr  | Mag  | Giu  | Lug  | Ago  | Set  | Ott  | Nov  | Dic  | Inv      | Pri      | Est      | Aut      | Anno |
| -------------------- | ---- | ---- | ---- | ---- | ---- | ---- | ---- | ---- | ---- | ---- | ---- | ---- | -------- | -------- | -------- | -------- | ---- |
| T. max. media (°C)   | 3,6  | 5,4  | 8,0  | 11,6 | 16,8 | 20,4 | 23,3 | 21,6 | 18,5 | 13,4 | 7,3  | 4,7  | 4,6      | 12,1     | 21,8     | 13,1     | 12,9 |
| T. min. media (°C)   | −5,4 | −4,7 | −2,1 | 1,9  | 5,8  | 9,0  | 10,8 | 10,3 | 8,2  | 3,5  | −0,9 | −3,3 | −4,5     | 1,9      | 10,0     | 3,6      | 2,8  |